# 캔자스 콜리시엄
캔자스 콜리시엄(Kansas Coliseum)는 미국 캔자스주 밸리 센터에 위치한 실내 경기장이다. 과거 CHL 위치토 선더의 홈경기장으로 사용했다.